# Тюльпан карликовый
Тюльпан карликовый (лат. Tulipa humilis) — вид многолетних, луковичных, травянистых растений из рода Тюльпан семейства Лилейные.
Также в русскоязычной литературе может описываться под названиями Тюльпан низкий.
Кавказско-переднеазиатский спорадично встречающийся вид с ограниченным числом локалитетов и сокращающейся численностью на северной границе ареала.
В Красную книгу МСОП не включён.

## Синонимы
По данным The Plant List:
- Tulipa aucheriana Baker
- Tulipa humilis subsp. matinae Zojajifar & Sheidai
- Tulipa violacea Boiss. & Buhse[2]

## Распространение и экология
Юго-Западная Азия (южная и юго-восточная Турция, Иран), Кавказ.
Энтомофил. Мезофит, гелиофит, криптофит. Произрастает в альпийском поясе на лугах и щебнистых местах на высотах от 2400 до 3000 метров над уровнем моря. На горе Ятыргварта растёт на склоне южной экспозиции, почва горно-луговая, щебнистая.
Цветёт в мае—июне.

## Описание
Высота растений 6—10 см.
Луковица 1—2 см в диаметре. Свежие чешуи светло-коричневые, старые жёлто-бурые, с внутренней стороны гладкие, у верхушки с прижатыми волосками.
Стебель и цветоножка гладкие.
Листьев 2—5, линейные, 5—12 см длиной и до 1 см шириной, слегка волнистые, почти голые, иногда с пурпурным окаймлением. Отходят от стебля на уровне земли.
Цветков 1—2, окраска разнообразна (белые, розовые, малиновые, фиолетово-красные). Основания лепестков могут быть желтые, голубые, черные. Тычиночные нити, пыльники, пыльца чрезвычайно изменчивы по окраске.
По другим данным: листьев 2(3), они сильно отклоняющиеся, почти супротивные, ланцетные, линейно-ланцетные, относительно широкие, желобчатые, голые, доходящие до вершины цветка, серповидно изогнутые (причем вершина обычно лежит ниже основания), окаймленные пурпурной полоской по краям, к основанию по краю реснитчатые.
Цветок один, колокольчатый, с узким основанием (похож на крокус), бледно-сиренево-розовый, изредка почти фиолетовый, с жёлтым дном. Наружные листочки околоцветника в 1,5—2 раза уже внутренних, узко-эллиптические, тупые; внутренние — обратнояйцевидно-эллиптические, с ноготком у основания и также с вытянутым кончиком. С внутренней стороны все листочки околоцветника одинаковой окраски. Тычиночные нити жёлтые, узкие, длинные (до 1 см); пыльники красные, в 5 раз короче нити.

## В культуре
Зоны морозостойкости (USDA-зоны): 4a—8b.

## Сорта
- 'Alba Coerulea Oculata' (Синонимы: Tulipa violacea var pallida Stapf и Tulipa pulchella 'Alba Coerulea Oculata'). Лепестки белые с голубым основанием. 2n = 24[4].
- 'Eastern Star' Visser Czn., 1975 (Синонимы: Tulipa pulchella Eastern Star). Высота растений около 10 см. Лепестки фиолетово-розовые с бронзовым оттенком на внешней стороне, у основания лимонно-жёлтые. Пыльники жёлтые[5].
- 'Lilliput' Visser Czn., 1987. (Синоним: Tulipa pulchella 'Lilliput'). Высота растений около 10 см. Лепестки тёмно-красные, у основания чёрно-фиолетовые. Пыльники чёрные[6].
- 'Tete a Tete' J.W.A. van der Wereld & Zn., 2003. Высота растений около 10 см. Лепестки тёмно-фиолетового цвета. Листьев относительно много, узкие, зелёные. Тычинки белые с малиновым верхом. Пыльца жёлтая.[7].
- 'Persian Pearl' Visser Czn., 1975 (Синоним: Tulipa pulchella 'Persian Pearl'). Высота растений около 10 см. Лепестки цикламеново-пурпурные, основание жёлтое[8].
- 'Odalisque' Visser Czn., 1976 (Синоним: Tulipa pulchella 'Odalisque'). Высота растений около 10 см. Лепестки свекольно-красные с фиолетовым оттенком, у основания жёлтые. Пыльники жёлтые[9].
- 'Violacea' (Синоним: Tulipa violacea Boiss. & Buhse). Высота растений около 10 см. Лепестки пурпурно-розовые, у основания жёлтые с чёрным. 2n = 24[10].